# 양준아
양준아(梁準我, 1989년 6월 13일 ~ )는 대한민국의 축구 선수로서 포지션은 미드필더이자, 현 K3리그 강릉시민축구단에서 뛰고 있다.

## 클럽 경력
양준아는 세일중학교 시절부터 서울시 교육감배 축구대회 중등부 최우수 선수상 등을 받으며 이름을 알렸다. 이후 고려대학교 진학 후, 2학년까지 재학하다가 2010 K리그 드래프트에 참가하여 2순위로 수원 삼성 블루윙즈에 입단하였다. 2010년 2월 24일 감바 오사카와의 AFC 챔피언스리그에서 데뷔전을 치렀고, 2010 시즌 리그에서 9경기에 출전하였다.
2011년 6월 25일, 2011 시즌 대전 시티즌과의 경기에서 프로 데뷔골을 넣었다. 이 경기에서 수원 삼성 블루윙즈는 3-1 승리를 거두었고, 8년 만에 대전 원정 무승 징크스를 깼다.
2011년 7월 19일, 박현범과의 트레이드로 제주 유나이티드로 이적하였다.
2012년 6월 이승희와 맞임대되어 전남 드래곤즈로 임대 이적하였으며, 2013년 5월부터는 군 복무로 상주 상무에서 활약하였다.
2016년 1월, 전남 드래곤즈로 이적하였다.
2019시즌을 앞두고 전남 드래곤즈의 팀 동료 허용준과 함께 인천 유나이티드로 이적했다.

## 수상

### 클럽

#### 상주 상무
- K리그 챌린지
  - 우승 1회 : 2013